# Rebeca García Nieto
Rebeca García Nieto (1977) es una escritora española.

## Biografía
Rebeca García Nieto es escritora y traductora literaria. Es, asimismo, doctora en Psicología. Hizo la especialidad en Psicología Clínica en el Hospital Doctor Villacián de Valladolid. Trabajó varios años en el Bellevue Hospital Center/New York University (NYU) y colaboró en el Programa de Literatura Comparada de la City University of New York (CUNY).
Su primera novela, Historia de una mirada, se publicó en 2012 por Eutelequia. Con ella fue finalista del 58 Premio Ateneo Ciudad de Valladolid y fue seleccionada en el Festival du Premier Roman 2013 en Chambéry, Francia. Su segunda novela, Eric, fue publicada en la editorial Zut (2015). Eric fue preseleccionada para el Premio Azorín de Novela 2012 y el Premio Herralde de Novela 2013. En 2016 publica Las siete vidas del cangrejo (Editorial Alegoría), libro a medio camino entre la colección de relatos y la novela coral. Su siguiente novela  fue Los que callan (West Indies, 2019).
Su último libro publicado es Herta Müller. Una escritora con el pelo corto (Zut, 2021), una biografía literaria de la Premio Nobel de Literatura 2009.
Actualmente colabora en publicaciones como Jot Down, Revista de Libros, Quimera, Letras Libres y Cuadernos Hispanoamericanos.

## Obras

### Novela
- Historia de una mirada. Finalista 58 Premio Ateneo Ciudad de Valladolid (Eutelequia, 2012) ISBN 978-84-940412-4-2
- Eric (Zut Ediciones, 2015) ISBN 978-84-943287-3-2
- Las siete vidas del cangrejo (Editorial Alegoría, 2016) ISBN 978-84-15380-26-9
- Eric (English edition)  (Hispabooks, 2017)
- Los que callan (West Indies, 2019) ISBN 978-9949-7288-5-5
- El color y la herida (De Conatus, 2025) ISBN 978-84-10182-20-2

### Relatos
- Holocausto. Quimera. Revista de Literatura, núm. 392-393. (julio-agosto de 2016).  ISSN 0211-3325
- 2996. Finalista Concurso de Ciencia Jot Down 2023 modalidad Narrativa. «» Mercurio, 12 de noviembre de 2023
- Un edén improbable. Ganador Concurso de Ciencia Jot Down 2024 modalidad Narrativa. «» Mercurio, 25 de abril de 2024

### No ficción
- Hugo von Hofmannsthal y Stefan George: el remitente y el destinatario (Parte del libro colectivo "Galería de Invisibles", Xorki, 2012) ISBN 978-84-938891-8-0
- Herta Müller. Una escritora con el pelo corto (Biografía literaria. Zut Ediciones, 2021) ISBN 978-84-943287-8-7
- Ver la historia desde el palco (VV.AA. "Historias nazis", Jot Down/Deusto, 2021) ISBN 978-84-234328-4-4

### Traducciones
- En el corazón del corazón del país, de William H. Gass (La Navaja Suiza, 2016, 2020) ISBN 978-84-946515-0-2
- Ilustraciones de la locura, de John Haslam (Asociación Española de Neuropsiquiatría, 2020) ISBN 978-84-95287-94-6
- El último asilo, de Barbara Taylor (Asociación Española de Neuropsiquiatría, 2020) ISBN 978-84-95287-95-3
- Historias de Nueva York, de Elizabeth Hardwick (Editorial Navona, 2022) ISBN 978-84-19179-86-9
- Seducción y traición, de Elizabeth Hardwick (Editorial Navona, 2023) ISBN 978-84-19552-52-5
- Herman Melville. Una biografía, de Elizabeth Hardwick (Editorial Navona, 2024) ISBN 978-84-10180-05-5

## Premios y distinciones
- Historia de una mirada. Finalista 58 Premio Ateneo Ciudad de Valladolid
- Historia de una mirada. Seleccionada en el Festival du Premier Roman 2013 (Chambéry, Francia)
- Eric. Preseleccionada Premio Azorín de Novela 2012
- Eric. Preseleccionada Premio Herralde de Novela 2013
- 2996. Finalista Concurso de Ciencia Jot Down 2023 modalidad Narrativa
- Un edén improbable. Ganador Concurso de Ciencia Jot Down 2024 modalidad Narrativa